# Zaposlovanje invalidov
Temeljno načelo demokratične družbe je zagotoviti invalidom enake pravice in možnosti, da dobijo in tudi obdržijo zaposlitev po svoji izbiri ter glede na svoje sposobnosti. Osebe s posebnimi potrebami so ena najbolj ranljivih skupin na trgu dela, ki se pri zaposlovanju in razvoju poklicne kariere soočajo s še posebej velikimi težavami.
Zaposlitev predstavlja temelj socialne varnosti posameznika, delo pa omogoča sredstva za preživljanje, udejstvovanje v družbi in možnost samouresničitve. Brezposelnost tako ne povzroča le materialnih težav, ampak tudi socialne in čustvene pritiske na posameznika in na skupnost, v kateri ta živi.
Zaposlovanje invalidov v Sloveniji je stalen problem, saj je njihov položaj na trgu dela še vedno precej neugoden. Država skuša z določenimi ukrepi vzpodbujati zaposlovanje invalidov: tako s pravico do rehabilitacije, s prilagoditvijo delovnih mest za delo invalidov in s kvotnim sistemom.

## Osnovni zakonski predpisi
Mednarodna konvencija o pravicah invalidov iz leta 2006 zahteva, da države pogodbenice priznavajo invalidom pravico do dela enako kot drugim – to vključuje pravico do možnosti za preživljanje s svobodno izbranim ali sprejetim delom na trgu dela in v delovnem okolju, ki je odprto, vključujoče in dostopno invalidom.
Osnovni zakonski predpisi, ki opredeljujejo pravice invalidov na področju zaposlovanja so: 
- Zakon o delovnih razmerjih (člena 195. in 196.)
- Zakon o izenačevanju možnosti invalidov
- Zakon o zaposlitveni rehabilitaciji in zaposlovanju (ZZRZI)

Na podlagi Zakona o zaposlitveni rehabilitaciji in zaposlovanju invalidov je vlada Republike Slovenije julija 2004 sprejela Akt o ustanovitvi Sklada Republike Slovenije za vzpodbujanje zaposlovanja invalidov, ki odloča o pravicah in obveznostih invalidov in delodajalcev, predvsem pri nadzoru nad izpolnitvijo obveznosti zaposlovanja določenega števila invalidov, subvencioniranju plač invalidov, stroških prilagoditve delovnega mesta, storitvah v podpornem zaposlovanju in drugih finančnih spodbudah v skladu z ZZRZI. V Uradnem listu Republike Slovenije je objavljen tudi Zakon o izenačevanju možnosti invalidov (ZIMI) iz leta 2010, katerega namen je preprečevanje in odpravljanje diskriminacije invalidov, ki temelji na invalidnosti, njegov cilj pa je  za invalide ustvarjati enake možnosti na vseh področjih življenja.

## Statistični podatki
Leta 1987 je bilo med 15.000 brezposelnimi 960 oz. 6,4% invalidov. Brezposelnost, še posebej invalidov, je po tem obdobju začela naraščati, leta 2005 je bilo tako v Republiki Sloveniji med brezposelnimi skoraj 10% invalidov.
V svetu je nezaposlenost invalidov, ki so v aktivnem življenjskem obdobju, veliko večja kot med drugim aktivnim prebivalstvom, v nekaterih državah dosega do 80 % . Analiza zaposlovanja invalidov v Sloveniji iz leta 1995 je pokazala stopnjo brezposelnosti invalidov 20,9% (od 34.157 invalidov je bilo 26.992 zaposlenih). Po podatkih Statističnega urada Republike Slovenije je bilo leta 2007 v Sloveniji 43.355 invalidov, od tega 33.210 zaposlenih - stopnja brezposelnosti invalidov je bila tako 23,4% .
V Sloveniji je skrb vzbujajoča predvsem sestava brezposelnih invalidov in posledično njihove zaposlitvene možnosti: polovica invalidov ima I. stopnjo izobrazbe (nepopolno osnovno šolo), samo 1,5% pa ima VI. ali VII. stopnjo izobrazbe (fakultetno izobrazbo).
Tabela 1: Št. invalidskih podjetij in št. zaposlenih v njih med letoma 2008 in 2012
| leto | št. invalidskih podjetij | št. zaposlenih v invalidskem podjetju | zaposleni invalidi | zaposleni neinvalidi | delež invalidov v podjetju |
| ---- | ------------------------ | ------------------------------------- | ------------------ | -------------------- | -------------------------- |
| 2008 | 165                      | 14.599                                | 6.358              | 8.241                | 45                         |
| 2009 | 159                      | 13.266                                | 5.706              | 7.560                | 43                         |
| 2010 | 153                      | 12.343                                | 5.364              | 6.979                | 43                         |
| 2011 | 142                      | 11.795                                | 5.449              | 6.346                | 46                         |
| 2012 | 142                      | 11.640                                | 5.795              | 5.845                | 50                         |

Po podatkih Statističnega urada Republike Slovenije  je bila v invalidskih podjetjih leta 2011 povprečna mesečna bruto plača na zaposleno osebo višja od plače v predhodnem letu za 3,9 % in je znašala 1.176,65 EUR. Od povprečne mesečne bruto plače v Sloveniji, ki je v letu 2011 znašala 1.524,65 EUR, pa je bila nižja za nekoliko več kot petino (za 22,8 %).

## Kvotni sistem
K večjemu zaposlovanju invalidov, s tem pa posledično povečanju možnosti za njihovo zaposlitev, naj bi delodajalce motivirala tudi uvedba kvotnega sistema. Sredi leta 2004 je v Sloveniji začel veljati Zakon o zaposlitveni rehabilitaciji in zaposlovanju invalidov (ZZRZI), ki ureja celovit sistem ukrepov za ustvarjanje in krepitev možnosti za enakovredno zaposlovanje invalidov ter tako povečuje zaposljivost invalidov in vzpostavlja pogoje za njihovo enakovredno udeležbo na trgu dela z odstranjevanjem ovir in ustvarjanjem enakih možnosti. Kvotni sistem zaposlovanja invalidov, ki ga pozna večina držav članic EU, je ukrep pozitivne diskriminacije in pomeni obveznost delodajalcev, da od skupnega števila zaposlenih delavcev zaposlujejo tudi predpisani odstotek invalidov. Zakon ne zahteva le uvedbe kvotnega sistema kot obveznega zaposlovanja invalidov, ampak gradi na doseganju ravnotežja med zaposlovanjem in socialno zaščito ter nagovarja delodajalce, da se ukvarjajo z invalidnostjo in zaposlovanjem invalidov.
Kvota je lahko različna, vendar ne more biti nižja od 2% in ne višja od 6% skupnega števila zaposlenih delavcev ter velja za vse delodajalce, ki zaposlujejo najmanj 20 delavcev, ne velja pa za invalidska podjetja in zaposlitvene centre, saj je pri njih zaposlovanje invalidov urejeno drugače. Delodajalci, ki ne dosegajo predpisane kvote, imajo možnost nadomestne izpolnitve kvote s sodelovanjem z zaposlitvenimi centri oziroma z invalidskimi podjetji.

## Invalidska podjetja
Invalidska podjetja so podjetja, v katerih se usposabljajo in zaposlujejo invalidi, ki se zaradi svoje invalidnosti ne morejo zaposliti oziroma zadržati zaposlitve pri delodajalcih v običajnem delovnem okolju, kjer jim ne morejo zagotoviti ustreznih delovnih mest. Invalidska podjetja predstavljajo pomembno možnost zaposlovanja invalidov v Republiki Sloveniji, saj zaposlujejo skoraj petino vseh zaposlenih invalidov na trgu dela, s tem pa zagotavljajo socialno varnost in socialno vključenost invalidov v družbo.
V Republiki Sloveniji so se prve organizacije, namenjene zaposlovanju in usposabljanju invalidov, pojavile že v poznih 50-tih letih dvajsetega stoletja, ko so v takratni Ljudski republiki Sloveniji začele delovati invalidske delavnice. Z Zakonom o usposabljanju in zaposlovanju invalidnih oseb iz leta 1976, so se invalidske delavnice definirale kot organizacije združenega dela, v katerih se usposabljajo in zaposlujejo tiste invalidne osebe, ki se glede na svojo invalidnost in preostalo delovno zmožnost ter glede na svoje zdravstveno stanje ne morejo usposabljati in zaposliti pod enakimi pogoji kot druge invalidne osebe, z uveljavitvijo Zakona o podjetjih leta 1989 pa so se invalidske delavnice preoblikovale v invalidska podjetja.
Zakon o podjetjih je bil leta 1993 nadomeščen z Zakonom o gospodarskih družbah, ki je določal, da lahko invalidska podjetja delujejo kot družbe z omejeno odgovornostjo, delniške družbe ali komanditne delniške družbe, če vse poslovno leto usposabljajo in zaposlujejo najmanj 40% invalidnih oseb od vseh zaposlenih v družbi. Hkrati morajo za status invalidskega podjetja predhodno dobiti soglasje Vlade Republike Slovenije.
Z Zakonom o zaposlitveni rehabilitaciji in zaposlovanju invalidov iz leta 2004 je obvezna tudi zaposlitev najmanj enega strokovnega delavca, če podjetje usposablja ali zaposluje več kot tri invalide oziroma najmanj enega strokovnega delavca na vsakih 20 zaposlenih invalidov.

## Zaposlitveni centri
Zaposlitveni centri zaposlujejo invalide izključno na zaščitenih delovnih mestih, torej le invalide, za katere je z odločbo Zavoda Republike Slovenije za zaposlovanje ugotovljeno, da so zaposljivi le v zaščitni zaposlitvi. Tako delovno okolje je prilagojeno sposobnostim invalida, ki ni zaposljiv na običajnem delovnem mestu. Zakon o zaposlitveni rehabilitaciji in zaposlovanju invalidov določa, da mora imeti zaposlitveni center najmanj 5 zaposlenih, zaposlovati pa mora tudi strokovne delavce in sodelavce.